# نیکلایفسک-نا-آموره
شهر نیکلایفسک-نا-آموره (به روسی: Николаевск-на-Амуре) در کشور روسیه و در کرای خاباروفسک واقع شده‌است.